# Гриффит, Эмиль
Эмиль Альфонс Гриффит (англ. Emile Alphonse Griffith; 3 февраля 1938, Сент-Томас, Виргинские Острова, США — 22 июля 2013, Хемпстед, штат Нью-Йорк, США) — боксёр-профессионал, экс-чемпион мира в двух весовых категориях.
«Боксёр года» (1964) по версии журнала «Ринг».

## Любительская карьера
В 1958 году выиграл 3 турнира «Золотые перчатки» в полусреднем весе среди любителей: New York Daily News Golden Gloves, New York Golden Gloves Tournament of Champions и Intercity Golden Gloves.

## Профессиональная карьера
На профессиональном ринге дебютировал 2 июня 1958 года, победив по очкам Джо Пархэма.
11 марта 1960 года встретился с Дэнни Мойером. На протяжении всех десяти раундов шёл примерно равный бой. Мнения судей разделились. Один судья отдал победу Мойеру со счётом 5/5. Двое других выставили такой же счёт в пользу Гриффита.
26 апреля 1960 года Гриффит и Мойер встретились во второй раз. На этот раз победа осталась за Мойером (раздельным решением): 100/98, 99/96, 96/99.

### Первый бой с Луисом Мануэлем Родригесом
12 декабря 1960 года победил раздельным решением кубинца Луиса Мануэля Родригеса: 6/4, 5/4, 4/5. Для Родригеса это поражение стало первым в карьере (при 35-и победах).

### Чемпионский бой с Бенни Паретом
1 апреля 1961 года Гриффит вышел на бой за звание чемпиона мира в полусреднем весе против Бенни Парета. Эмиль одержал победу нокаутом в 13-м раунде и завоевал свой первый титул в профессионалах.

### Второй бой с Бенни Паретом
30 сентября 1961 года состоялся второй бой между Гриффитом и Паретом. На этот раз, поединок продлился все 12 раундов. Счёт судей: 8/6 Гриффит, 8/6 и 9/6 Парет. Большинство опрошенных после боя журналистов считали, что лучше в этой схватке был Гриффит.

### Третий бой сБенни Паретом
24 марта 1962 года состоялся третий раунд противостояния между Гриффитом и Паретом. Гриффит выиграл техническим нокаутом в 12-м раунде.
После боя Парет впал в кому и через несколько дней скончался.
18 августа 1962 года провёл третий бой против Дэнни Мойера. Одержал в нём победу раздельным решением судей: 99/95, 99/96, 96/97.

### Второй бой с Луисом Мануэлем Родригесом
21 марта 1963 года потерял свои титулы WBC и WBA в полусреднем весе, уступив Луису Мануэлю Родригесу. Счёт судей: 8/6, 8/5, 9/5. Все в пользу кубинца.

### Третий бой с Луисом Мануэлем Родригесом
8 июня 1963 года Гриффит и Родригес встретились вновь. После 15-ти раундов мнения судей разделились. Двое отдали победу Гриффиту — 8/7 и 9/6. Один выставил 10/5 в пользу Родригеса.

### Бой с Рубином Картером
20 декабря 1963 года в не титульном бою проиграл нокаутом в первом же раунде Рубину Картеру по прозвищу «Ураган».

### Четвёртый бой с Луисом Мануэлем Родригесом
12 июня 1964 года состоялся заключительный, четвёртый, бой Гриффит — Родригес. В упорном бою верх взял Гриффит. Счёт судей: 69/67 и 70/68 Гриффит, 71/70 Родригес.
1 декабря 1964 года Эмиль победил известного британского боксёра Дэйва Чарнли техническим нокаутом в предпоследнем, девятом, раунде.

### Первый бой с Мануэлем Гонсалесом
26 января 1965 года Гриффит уступил по очкам (97/94, 94/97, 95/96) Мануэлю Гонсалесу. Титулы Гриффита на кону не стояли.

### Второй бой с Мануэлем Гонсалесом
10 декабря 1965 года Гриффит вновь встретился с Гонсалесом. На этот раз бой был титульным. Чемпион одержал победу с разгромным счётом: 9/5, 11/3, 12/3.

### Чемпионский бой сДиком Тайгером
25 апреля 1966 года Гриффит вышел на бой против чемпиона WBC и WBA в среднем весе Дика Тайгера. Эмиль одержал победу единогласным решением судей (7/6, 8/7, 9/5) и стал чемпионом мира во второй весовой категории.

### Первый бой с Джои Арчером
13 июля 1966 года Гриффит защитил свои титулы в бою против Джои Арчера. Счёт судея после 15-ти раундов: 9/5, 8/7, 7/7.

### Второй бой с Джои Арчером
23 января 1967 года Гриффит и Арчер встретились снова. В близком бою Гриффит выиграл решением судей: 8/7 и 8/6 (дважды).

### Первый бой сНино Бенвенути
17 апреля 1967 года Гриффит защищал свои титулы в среднем весе в поединке против итальянца Нино Бенвенути. Итальянец одержал победу единогласным решением: 9/6 и 10/5 (дважды).
Сам бой получился очень зрелищным и был признан «Боем года» (1967) по версии журнала «Ринг».

### Второй бой сНино Бенвенути
29 сентября 1967 года Гриффит и Бенвенути встретились вновь. Гриффиту удалось взять реванш: 9/5 (дважды) и 7/7 после 15-ти раундов.

### Третий бой сНино Бенвенути
4 марта 1968 года Гриффит и Бенвенути встретились в третий раз. Нино одержал победу и снова отобрал у Гриффита титулы в среднем весе. Счёт судей: 8/6 (дважды) и 7/7.

### Чемпионский бой сХосе Наполесом
17 октября 1969 года Гриффит попытался снова стать чемпионом мира в полусреднем весе. Ему противостоял кубинец Хосе Наполес. Кубинец выиграл единогласным решением: 9/4, 11/4, 11/3.
4 июня 1970 года победил по очкам датчанина Тома Богса, имевшего на тот момент рекорд 53-0.

### Второй бой сДиком Тайгером
15 июля 1970 года во второй раз встретился с нигерийцем Диком Тайгером. Гриффит уверенно выиграл: 8/2 и 7/2 (дважды).
Это был последний бой в карьере Тайгера.

### Чемпионский бой сКарлосом Монсоном
25 сентября 1971 года Гриффит вышел на бой против аргентинца Карлоса Монсона, владеющего титулами WBC и WBA в среднем весе. В предпоследнем, четырнадцатом, раунде Гриффит пропустил серию тяжёлых ударов и рефери пришлось остановить бой. Таким образом, была объявлена победа Монсона техническим нокаутом.

### Второй бой сКарлосом Монсоном
2 июня 1973 года Гриффит предпринял вторую попытку отобрать у Монсона титулы в среднем весе. Аргентинец выиграл единогласным решением: 147/145, 147/144, 147/143.
22 ноября 1974 года проиграл по очкам итальянцу Вито Антуофермо. Счёт судей: 6/3, 7/2, 8/2.
30 июля 1977 года проиграл по очкам британцу Алану Минтеру. После этого ушёл из бокса.

## Достижения
- Чемпион мира в полусредней весовой категории (1961, 1962)
- Чемпион мира в полусредней весовой категории (WBC, 1963, 1963—1966; WBA, 1962—1963, 1963—1966)
- Чемпион мира в средней весовой категории (WBC, 1966—1967, 1967—1968; WBA, 1966—1967, 1967—1968)
- «Боксёр года» (1964) по версии журнала «Ринг»
- В 1990-м году включён в Международный зал боксёрской славы в Канастоте, Нью-Йорк

## Семья
В 1971 году женился на Мерседес Донасторг.